# Bad for Good
Bad for Good är den amerikanska kompositören och sångaren Jim Steinmans enda soloalbum. Det släpptes 1981. 
Albumet är helt och hållet komponerat av Jim Steinman. Det var från början skrivet som en uppföljare till Steinman och Meat Loafs succéalbum Bat Out of Hell, men eftersom Meat Loaf fick problem med rösten bestämde Steinman för att sjunga själv. Han insåg dock sin begränsning som sångare och lät Rory Dodd sjunga tre av låtarna. Dessa tre var "Lost Boys and Golden Girls", "Surf's Up" och "Rock and Roll Dreams Come Through". Merparten av låtarna har i efterhand spelats in av Meat Loaf på olika album.

## Låtlista
Alla låtar skrivna av Jim Steinman
1. "Bad for Good" - 8:45
2. "Lost Boys and Golden Girls" - 4:36
3. "Love and Death and an American Guitar" - 2:38
4. "Stark Raving Love" - 7:23
5. "Out of the Frying Pan (And Into the Fire)" - 6:12
6. "Surf's Up" - 5:25
7. "Dance in My Pants" - 7:58
8. "Left in the Dark" - 7:12
9. "The Storm" - 4:28
10. "Rock and Roll Dreams Come Through" - 6:29

## Besättning
- Jim Steinman - keyboard, sång
- Todd Rundgren - gitarr, sång, kör
- Roy Bittan - piano, keyboard
- Max Weinberg - trummor
- Joe Stefko - trummor
- Kasim Sulton - bas, sång, kör
- Steve Buslowe - bas
- Karla DeVito - sång på "Dance in My Pants"
- Rory Dodd - sång, kör
- Ellen Foley - sång, kör
- Eric Troyer - sång, kör
- Roger Powell - synthesizer
- Davey Johnstone - gitarr
- Jimmy Maelen - percussion
- Larry Fast - keyboard
- Neil Jason - bas
- Allan Schwartzberg - trummor
- Steven Margoshes - dirigent
- New York Philharmonic Orchestra

## Produktion
- Producenter: Jimmy Iovine, John Jansen, Andrew Kazdin, Todd Rundgren, Jim Steinman, Jimmy White
- Engineers: Tom Edmonds, John Jansen, Todd Rundgren, Gray Russell, Shelly Yakus
- Mixing: John Jansen
- Mastering: Greg Calbi, Ted Jensen, George Marino
- Production coordination: Gray Russell
- Arrangörer: Roy Bittan, Todd Rundgren, Jim Steinman
- Art direction: John Berg
- Cover art concept: Jim Steinman
- Cover art: Richard Corben
- Fotografier: Don Hunstein

## Topplistor
Album - Billboard (Nordamerika)
| Year | Chart     | Position |
| ---- | --------- | -------- |
| 1981 | Pop Album | 63       |

Singlar - Billboard (Nordamerika)
| Year | Single                              | Chart           | Position |
| ---- | ----------------------------------- | --------------- | -------- |
| 1981 | "Rock and Roll Dreams Come through" | Mainstream Rock | 14       |
| 1981 | "Rock and Roll Dreams Come through" | Pop Singles     | 32       |